# Сопвит триплејн
Сопвит триплејн (енгл. Sopwith Triplane) је једноседи британски ловачки авион из периода Првог светског рата. Први пут је полетео 1916. године. За погон авиона је кориштен један клипни мотор снаге 130 КС. Највећа брзина у хоризонталном лету је износила 188 km/h.

## Наоружање
| Наоружање авиона: Сопвит триплан |                           |
| Ватрено (стрељачко) наоружање    |                           |
| Топ                              |                           |
| Митраљез                         |                           |
| Број и ознака митраљеза          | 1 x синхронизовани Викерс |
| Калибар                          | 7,7                       |
| Бомбардерско наоружање (бомбе)   |                           |
| Ракетно наоружање (ракете)       |                           |

## Земље које су користиле авион
- Француска
- Грчка
- Русија
- СССР
- Велика Британија